# Alex Zülle
Alex Zülle (ur. 5 lipca 1968 w Wil) – szwajcarski kolarz szosowy, mistrz świata oraz dwukrotny zwycięzca  kolarskiego wyścigu Vuelta a España.

## Początki kariery
Alex Zülle profesjonalną karierę rozpoczął jesienią 1991 roku w grupie Manolo Saiza – ONCE. Zwrócił uwagę miejscowych ekspertów po zdobyciu trzeciego miejsca w Wyścigu Dookoła Katalonii. Czołowymi zawodnikami zespołu ONCE byli w tamtym okresie Bask Marino Lejarreta, który regularnie osiągał wysokie lokaty w wyścigach Vuelta a España, Giro d'Italia oraz Tour de France, oraz Katalończyk Melchior Mauri, triumfator Vuelta a España w 1991 roku. Wkrótce na pozycję lidera drużyny wysunął się Alex Zülle, który wyróżniał się zarówno w jeździe górskiej, jak i konkurencjach czasowych. W sezonie 1992 wygrał trzy hiszpańskie wyścigi etapowe: marcową Setmana Catalana, majową Vuelta a Asturias oraz sierpniową Vuelta a Burgos. W międzyczasie zdobywał pierwsze doświadczenia w Wielkich Tourach. Podczas Vuelty zajął drugie miejsce na etapie do Benicasim oraz trzecie na płaskowyżu Pla de Beret. W swym debiucie w Tour de France na prologu w San Sebastián zajął drugie miejsce za Miguelem Indurainem. Następnego dnia, dzięki zdobytej na lotnej premii bonifikacie, został na jeden dzień liderem „Wielkiej Pętli”.

## Walka z najlepszymi
Zülle zaczął realizować swoje plany w sezonie 1993. W marcu wygrał klasyfikację generalną i dwa etapy Paryż-Nicea, a w kwietniu ukończył na trzecim miejscu Vuelta al Pais Vasco (Dookoła Kraju Basków). W rozgrywanej jeszcze wówczas na przełomie kwietnia i maja Vuelcie stoczył pojedynek z rodakiem i obrońcą tytułu Tonym Romingerem. Zülle wygrał dziesięciokilometrowy prolog w La Coruni i górską czasówkę pod Alto de Navacerrada z 30 sekundową przewagą. Prowadził przez kolejnych trzynaście dni, jednak po górskim etapie do Valdezcaray koszulkę lidera odebrał mu Rominger. Ostatecznie mimo zwycięstwa na ostatnim etapie (czasówce z Padrón do Santiago de Compostela) przegrał ten wyścig ze swoim starszym rodakiem o 29 sekund. Szanse na zwycięstwo stracił po upadku podczas deszczowego etapu do Alto de Naranco. Szwajcarzy byli jedynymi kluczowymi zawodnikami w tym pojedynku, ponieważ zajmujący trzecią lokatę Hiszpan Laudelino Cubino stracił do zwycięzcy aż 8 minut i 54 sekundy. Na prologu Tour de France ponownie lepszy od Zülle okazał się tylko Indurain, lecz kraksa na drodze do Verdun tuż przed pierwszą długą jazda na czas i Alpami znacznie osłabiła jego siły, przez co nie liczył się on w walce o czołowe lokaty. W 1994 roku ukończył Vueltę na czwartej pozycji, przegrywając z Romingerem oraz dwoma kolarzami Banesto: Baskiem Mikelem Zarrabeitią i Hiszpanem Pedro Delgado. W Tourze zakończył ściganie na ósmym miejscu, nie wygrywając żadnego etapu.

## Dalsze sukcesy i tytuł mistrza świata

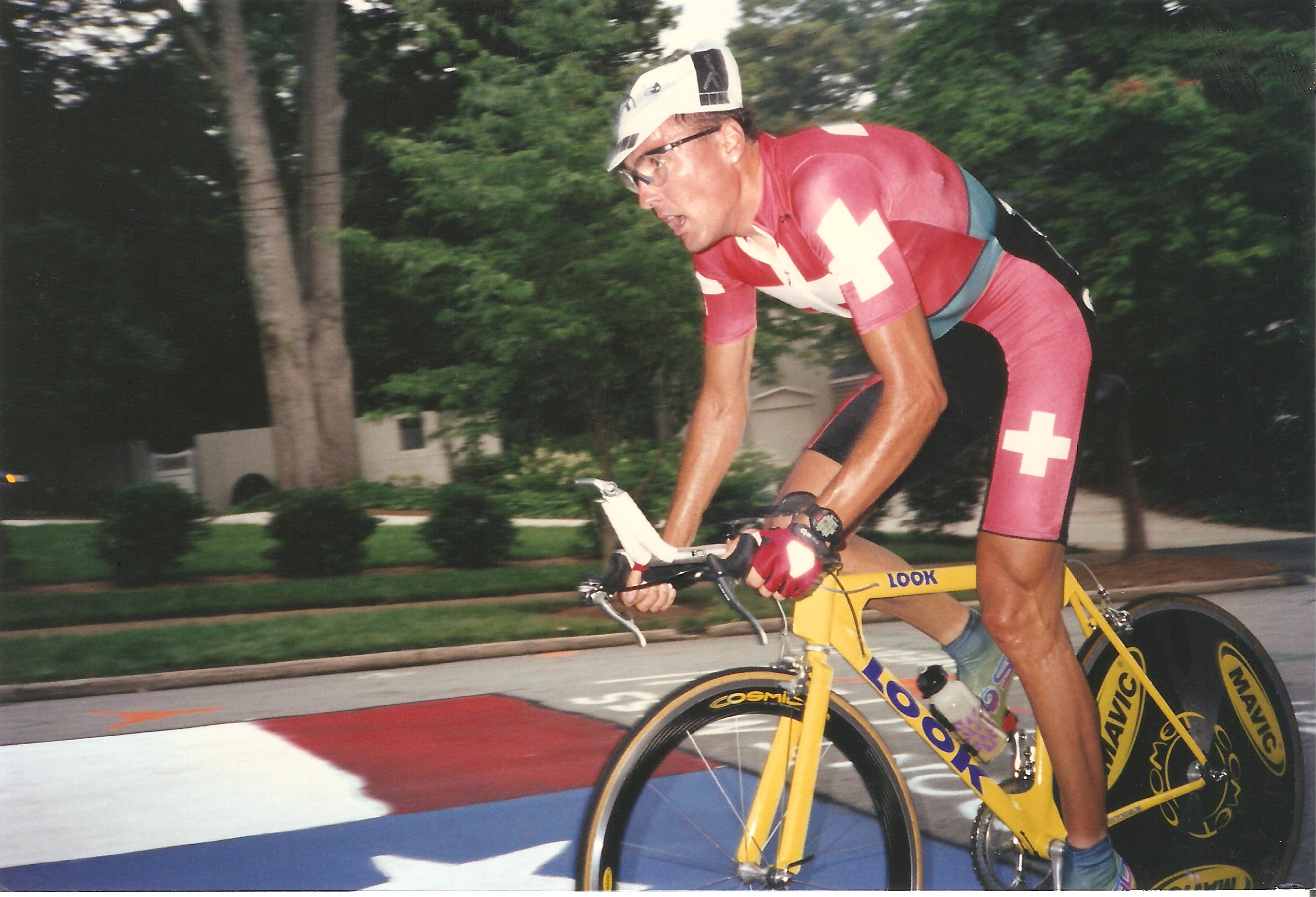
Alex Zülle na igrzyskach w Atlancie. Rok 1996.

W 1995 roku termin Vuelta a España został przesunięty na wrzesień, co wpłynęło na priorytety startowe Züllego. Szwajcarski kolarz skoncentrował się na Tour de France, nie rezygnując jednak z intensywnych przygotowań w pierwszej części sezonu. W lutym odniósł zwycięstwo w Volta a la Comunitat Valenciana, w marcu zajał trzecie miejsce w Paryż-Niceaoraz drugie w Setmana Catalana, a w kwietniu triumfował w Vuelta al País Vasco. W czerwcu uplasował się na drugiej pozycji w Bicicleta Vasca, jak i Tour de Suisse, gdzie mimo wygranych na prologu i indywidualnej jeździe na czas, ostatecznie przegrał o zaledwie 11 sekund z Rosjaninem Pawłem Tonkowem.
Podczas Tour de France Zülle nie zdołał powtórzyć sukcesów w jazdach indywidualnych na czas, lecz odniósł efektowne zwycięstwo na pierwszym górskim etap do La Plagne , kończąc ucieczkę z przewagą ponad dwóch minut nad Indurainem. Ostatecznie jednak to Indurain okazał się lepszy w klasyfikacji generalnej, wyprzedzając Züllego o 4 minuty i 35 sekund.
Pierwsza wrześniowa Vuelta należała do zespołu ONCE - zwycięzcą wyścigu został Laurent Jalabert, a wysokie miejsca zajęli również Johan Bruyneel (3. miejsce)oraz Melchior Mauri (4. miejsce). Zülle musiał zadowolić się etapowym triumfem na Pla de Beret w Pirenejach.
Przełomowe sukcesy przyszły dla Szwajcara w sezonie 1996. Przed Tour de France zwyciężył w dwóch katalońskich etapów-kiach - Setmana Catalana oraz Volta a Catalunya, triumfując aż na trzech odcinkach tej drugiej. Tour rozpoczął od imponującego zwycięstwa na prologu w Den Bosch, które zapewniło mu trzy dni w żóltej koszulce lidera. Jego nadzieje na walkę o końcowy triumf przekreśliły jednak dwie groźne kraksy na zjeździe z Cormet de Roseland podczas pierwszego alpejskiego etapu do Les Arcs.
Pomimo letnich niepowodzeń w Tour de France i igrzyskach olimpijskich w Atlancie,  Zülle odnalazł formę jesienią, zwyciężając Vuelta a España. W klasyfikacji końcowej wyprzedził swoich rodaków Laurenta Dufaux i Tony’ego Romingera, zapewniając sobie miejsce na najwyższym stopniu podium w Madrycie. Na zakończenie sezonu zdobył jeszcze złoty medal mistrzostw świata w jeździe indywidualnej na czas, rozegranych w Lugano, pokonując Chrisa Boardmana o 40 sekund oraz swojego długoletniego rywala Tony'ego Romingera o 42 sekundy.

## Przejście doFestinyi afera dopingowa
Ostatni rok startów w ekipie ONCE (1997) Zülle zaczął od zdobycia drugiej pozycji w Setmana Catalana i drugiego w karierze zwycięstwa w Vuelta al País Vasco. W sezonie 1997 potrafił pokazać się z dobrej strony w wyścigach klasycznych - finiszował trzeci w belgijskiej La Fleche Wallonne i drugi we włoskim Mediolan-Turyn. Powtórnie zdołał też zwyciężyć w Vuelta a España, podczas którego pokonał Fernando Escartina i Laurenta Dufaux. Na prowadzenie w tym wyścigu wyszedł po dziewiątym etapie i od tego momentu tylko powiększał przewagę nad rywalami, szczególnie dzięki zwycięstwu na przedostatnim etapie – indywidualna jazda na czas wokół  Alcobendas. W tym samym roku jeszcze przed startem do piątego etapu, wycofał się z Tour de France.
Przejście do zespołu Festina miało wzmocnić skład tej drużyny w rywalizacji z niemieckim Telekomem przed nadchodzącą edycją Tour de France. Nowy sezon miał również przynieść pierwszy start kolarza w Giro d’Italia. Forma zawodnika została potwierdzona dobrymi wynikami w wyścigach etapowych: zajął trzecie miejsce w Setmana Catalana i Vuelta al País Vasco oraz drugie w Tour de Romandie, rozgrywanym bezpośrednio przed Giro.
W Giro d’Italia rozpoczął od zwycięstwa w prologu, rozegranym na ulicach Nicei. Następnie triumfował na szóstym etapie (do Lago Laceno w Apeninach) oraz na piętnastym etapie – jeździe indywidualnej na czas wokół Triestu. Przez dwanaście z pierwszych siedemnastu dni wyścigu utrzymywał się na prowadzeniu w klasyfikacji generalnej, nosząc różową koszulkę lidera. Prowadzenie utracił na siedemnastym etapie, kończącym się na Passo Pordoi w Dolomitach, a dwa dni później – na etapie do Plan di Montecampione – stracił około trzydziestu minut, co ostatecznie sklasyfikowało go na czternastej pozycji w klasyfikacji końcowej. Zwycięstwo odniósł Włoch Marco Pantani, przed Pawłem Tonkowem.
Udział zespołu Festina w Tour de France 1998 zakończył się po tygodniu w związku z tzw. aferą Festiny, dotyczącą dopingu. W związku z tym zawodnik postanowił wystartować w Vuelta a España, by uratować sezon. Zajął w niej ósme miejsce, a jedynym sukcesem było zwycięstwo w przedostatnim etapie – jeździe indywidualnej na czas wokół Fuenlabrady.

## Występy w drużynie Banesto
Po odbyciu kary za udział w aferze Festiny powrócił na szosę w barwach Banesto (największego rywala ONCE na hiszpańskim rynku) i tuż po swym powrocie na Giro d’Italia zajął trzecie miejsce w Apeninach na etapie do Gran Sasso d’Italia, lecz wycofał się z tej imprezy przed startem do szesnastego etapu. Podczas Touru był jednym z niewielu zawodników umiejących w każdym terenie wywierać presję na Lance’a Armstronga. Zajął drugie miejsca na pięciu etapach (wszystkich trzech indywidualnych jazdach na czas oraz górskich odcinkach do Sestriere i Piau Engaly). Przegrał z Amerykaninem aż o 7:37 dlatego, że uczestniczył na drugim etapie w wielkiej kraksie na grobli Passage de Gois, w wyniku czego stracił do siedemdziesięcioosobowej czołówki aż 6:03. Pojechał też we Vuelcie, ale po dwóch tygodniach na Giro i całym Tourze nie miał sił walczyć o wysoką lokatę w klasyfikacji generalnej tej imprezy. Do zwycięzcy Niemca Jana Ullricha stracił nieco ponad półtorej godziny, lecz po drodze zdołał wygrać górski etap do Castellar del Riu w górach Katalonii. Ostatnią poważną próbę wygrania wyścigu wieloetapowego podjął w sezonie 2000 podczas Vuelty. Wygrał wówczas 13-kilometrową jazdę na czas w Maladze, otwierającą cały wyścig i przez kolejne osiem dni utrzymywał się na prowadzeniu (w sumie w latach 1993, 1996, 1997 i 1999 różową koszulkę lidera VaE nosił przez 46 dni), które stracił po kolejnym „etapie prawdy” wokół Tarragony. W górach nie dotrzymywał kroku nawet szerokiej czołówce i w klasyfikacji generalnej uplasował się pod koniec piątej dziesiątki. Jak sam przyznał, na progu nowego tysiąclecia zdał sobie sprawę, iż jego czas w Wielkich Tourach już minął, lecz liczył jeszcze na sukcesy w mniejszych wyścigach etapowych, przede wszystkim w rodzimym Tour de Suisse.

## Schyłek kariery
Ostatni znaczący sukces w karierze Alexa Zülle odniósł jako zawodnik niemieckiej drużyny Team Coast. Sezon 2001 okazał się nieudany – jedynymi godnymi odnotowania wynikami były etapowe zwycięstwo w wyścigu Paryż–Nicea oraz trzecie miejsce w Vuelta a Asturias.
Rok 2002 przyniósł wyraźną poprawę formy. Zülle rozpoczął sezon od drugiego miejsca w Volta ao Algarve, a następnie zwyciężył w Volta a la Comunitat Valenciana. Szczyt dyspozycji osiągnął w maju i czerwcu, w okresie rozgrywania najważniejszych szwajcarskich wyścigów etapowych: Tour de Romandie oraz Tour de Suisse. W Tour de Romandie wygrał królewski etap do Leysin oraz końcową jazdę na czas w Lozannie, jednak wcześniejsze straty czasowe spowodowały, że zajął ostatecznie drugie miejsce w klasyfikacji generalnej, ustępując Włochowi Dario Frigo. W Tour de Suisse Zülle narzucił tempo rywalizacji, wygrywając prolog w Lucernie i konsekwentnie utrzymując się w czołówce na etapach górskich oraz czasowych. Mimo że nie odniósł zwycięstwa w końcowej jeździe na czas, jego regularność pozwoliła mu triumfować w klasyfikacji generalnej z przewagą 1 minuty i 27 sekund nad Piotrem Wadeckim.
W kwietniu 2003 roku, w związku z pogłębiającymi się problemami finansowymi zespołu Coast, Zülle przeszedł do szwajcarskiej drużyny Phonak. W barwach nowego zespołu zajął trzecie miejsce w Vuelta a Castilla y León (2003) oraz piąte w Volta a la Comunitat Valenciana (2004).